# سایوز تی‌ام‌ای-۲
سایوز-تی‌ام‌ای-۲ (به روسی: Союз )(به معنای اتحاد) یک مأموریت سرنشین دار سازمان ملی فضانوردی روسیه به سمت ایستگاه فضایی بین‌المللی محسوب می‌شود. در طول این مأموریت ۲ فضاپیمای پشتیبانی پروگرس به ایستگاه متصل شدند. یوری مالنچنکو تبدیل به نخستین کسی شد که در فضای خارج از جو زمین با همسر خود که در تگزاس آمریکا ساکن بود ازدواج می‌کند.

همچنین فضاپیمای این مأموریت وظیفه ارسال و بازگرداندن فضانوردان گروه اعزامی ۷ را نیز بر عهده داشت.

## خدمه مأموریت
| شماره | نام           | ملیت                | تعداد پرواز | نقش عملیاتی | تصویر |
| ۱     | یوری مالنچنکو | روسیه               | ۳           | فرمانده     |       |
| ۲     | اد لو         | ایالات متحده آمریکا | ۲           | مهندس پرواز |       |

## نگارخانه

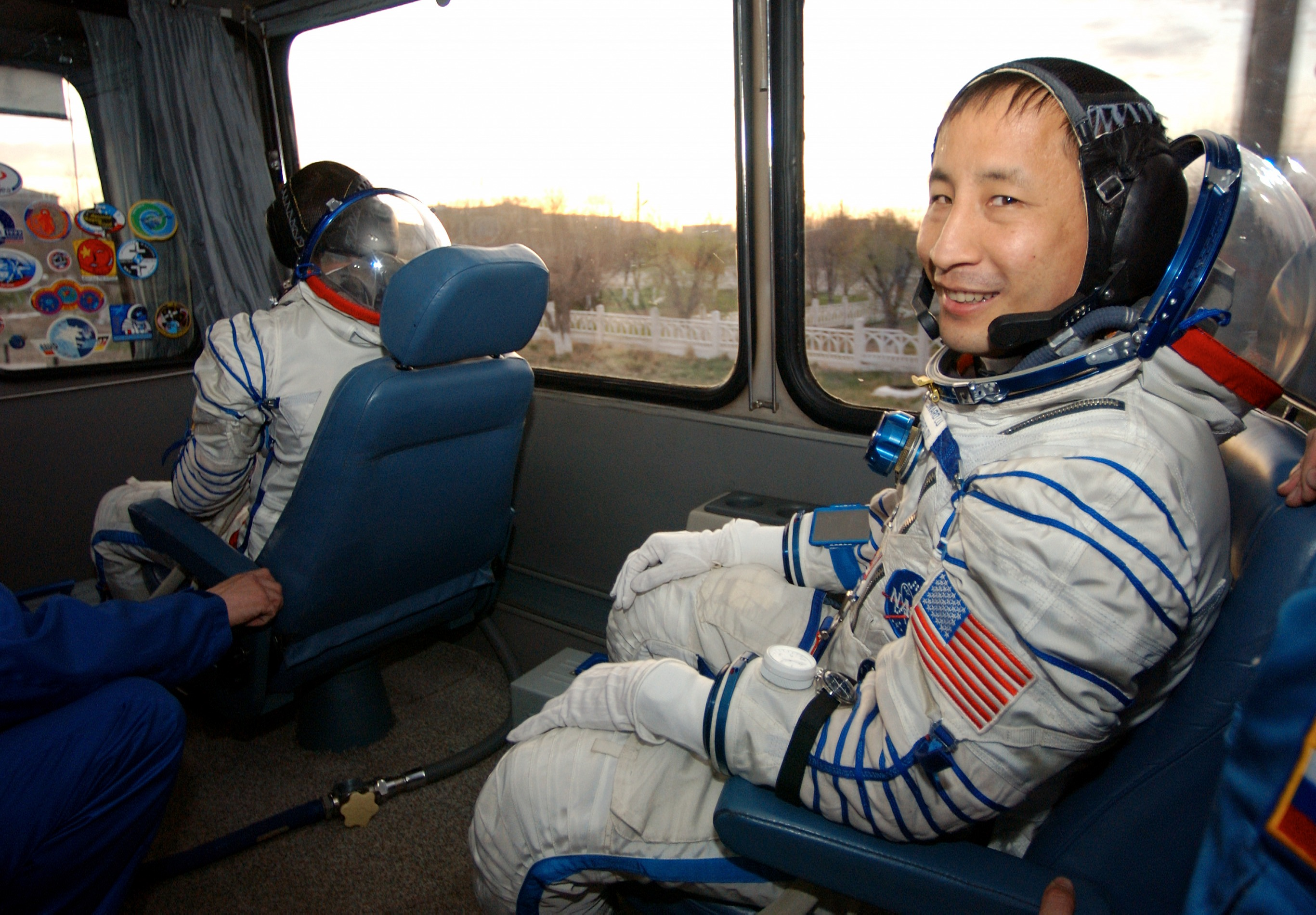
پیش به سوی پرتاب
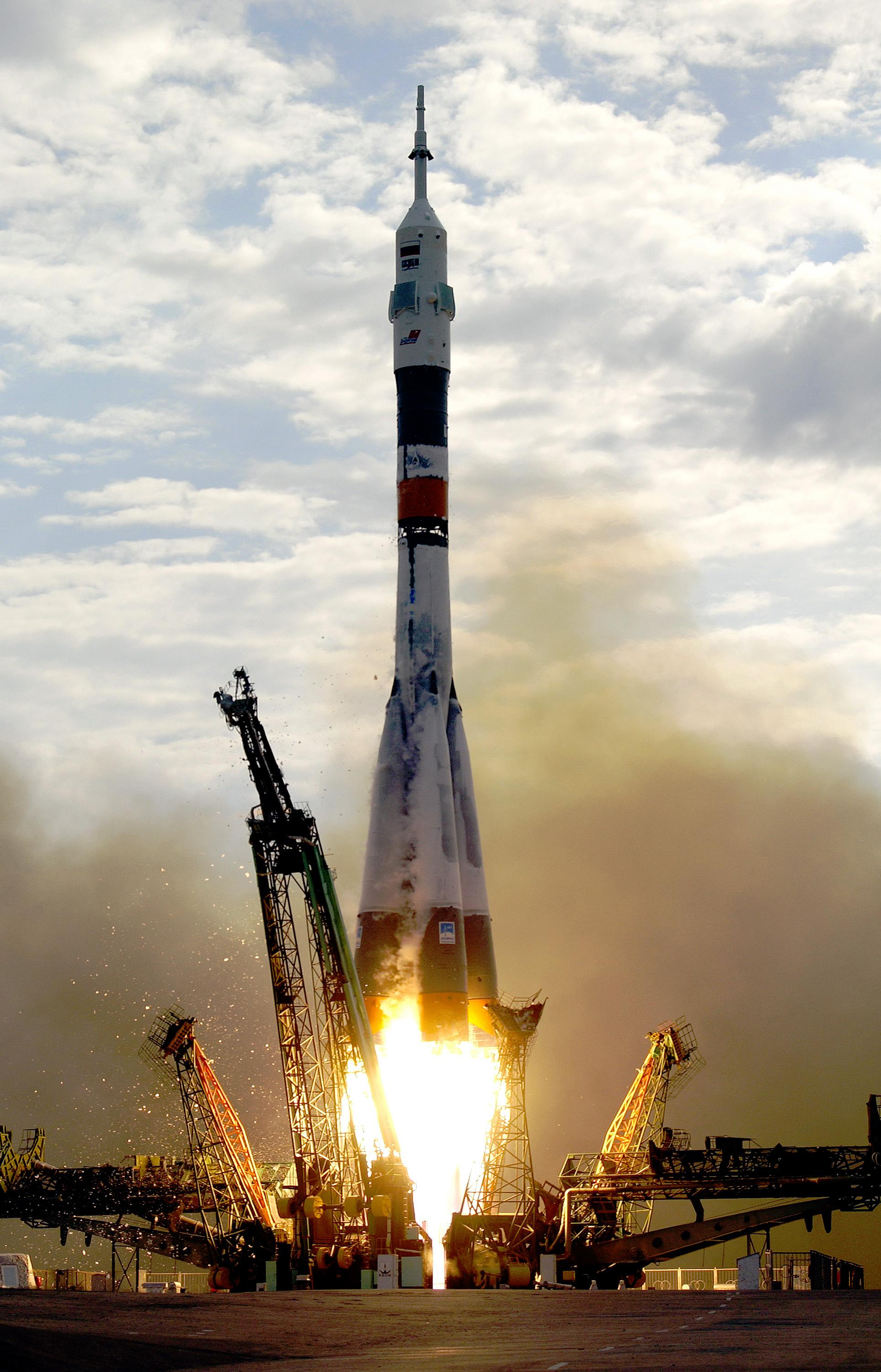
پرتاب تی‌ام‌ای-۲
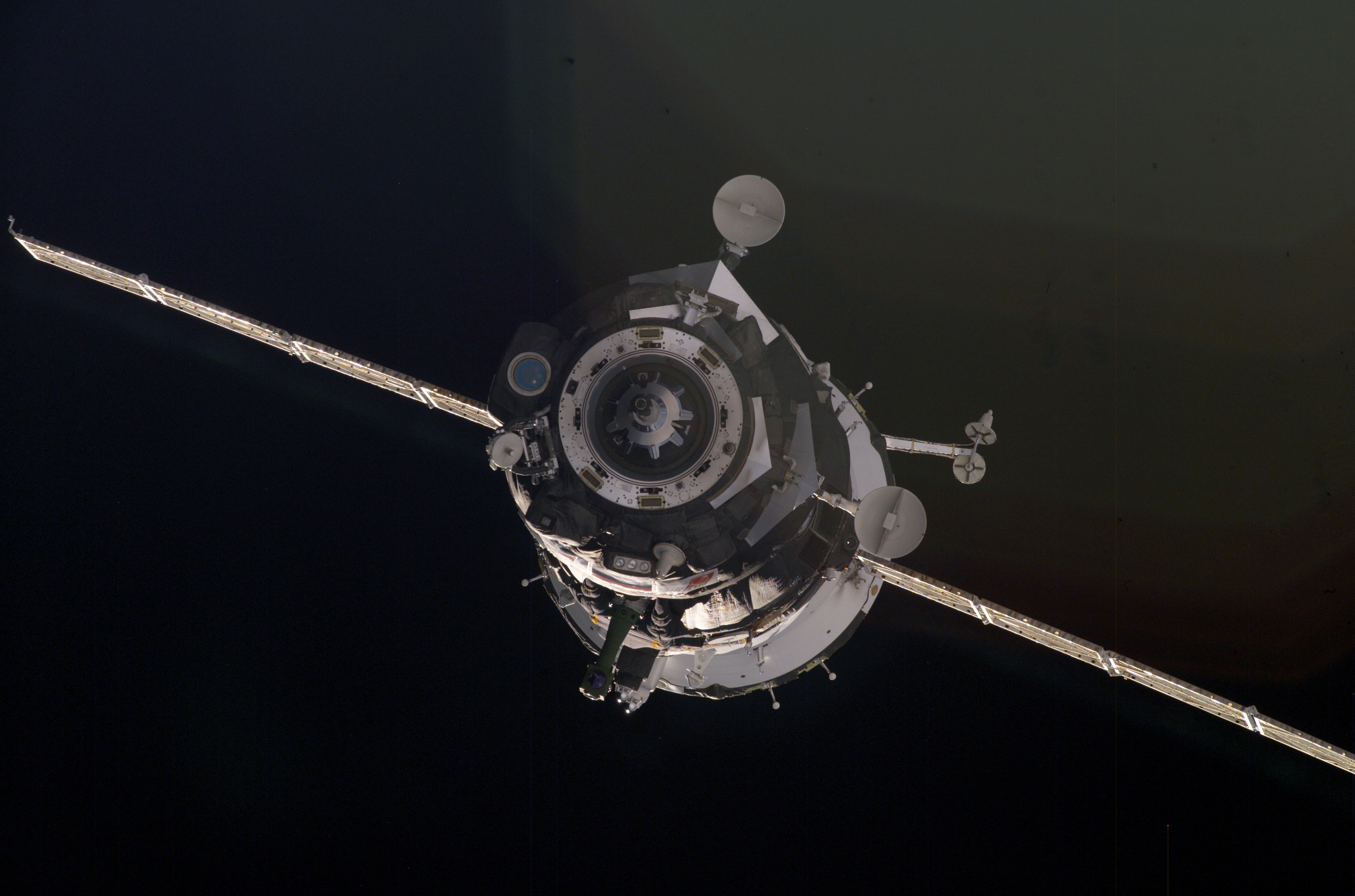
تی‌ام‌ای-۲ در تلاش برای پهلوگیری با ایستگاه
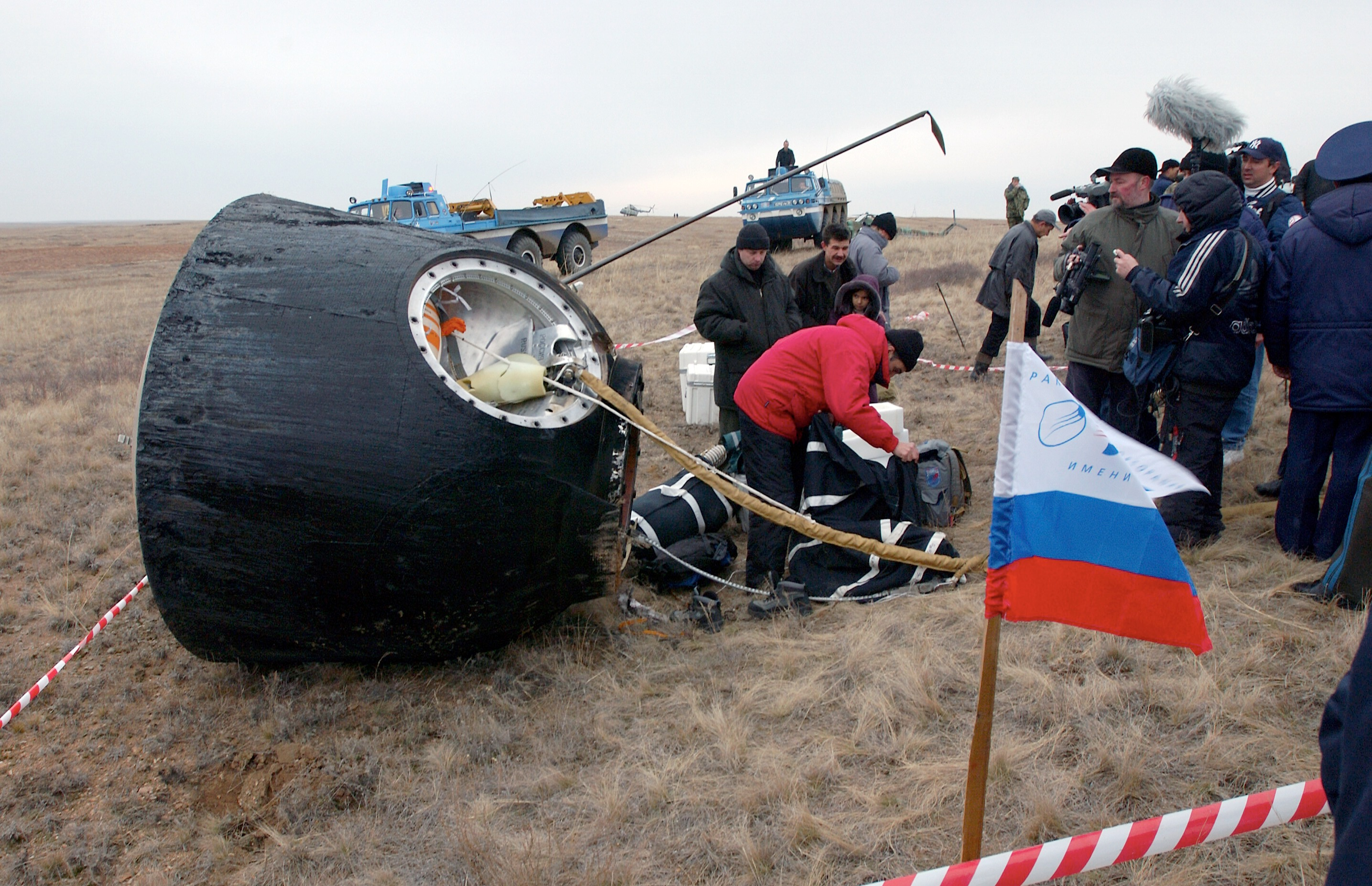
فرود تی‌ام‌ای-۲
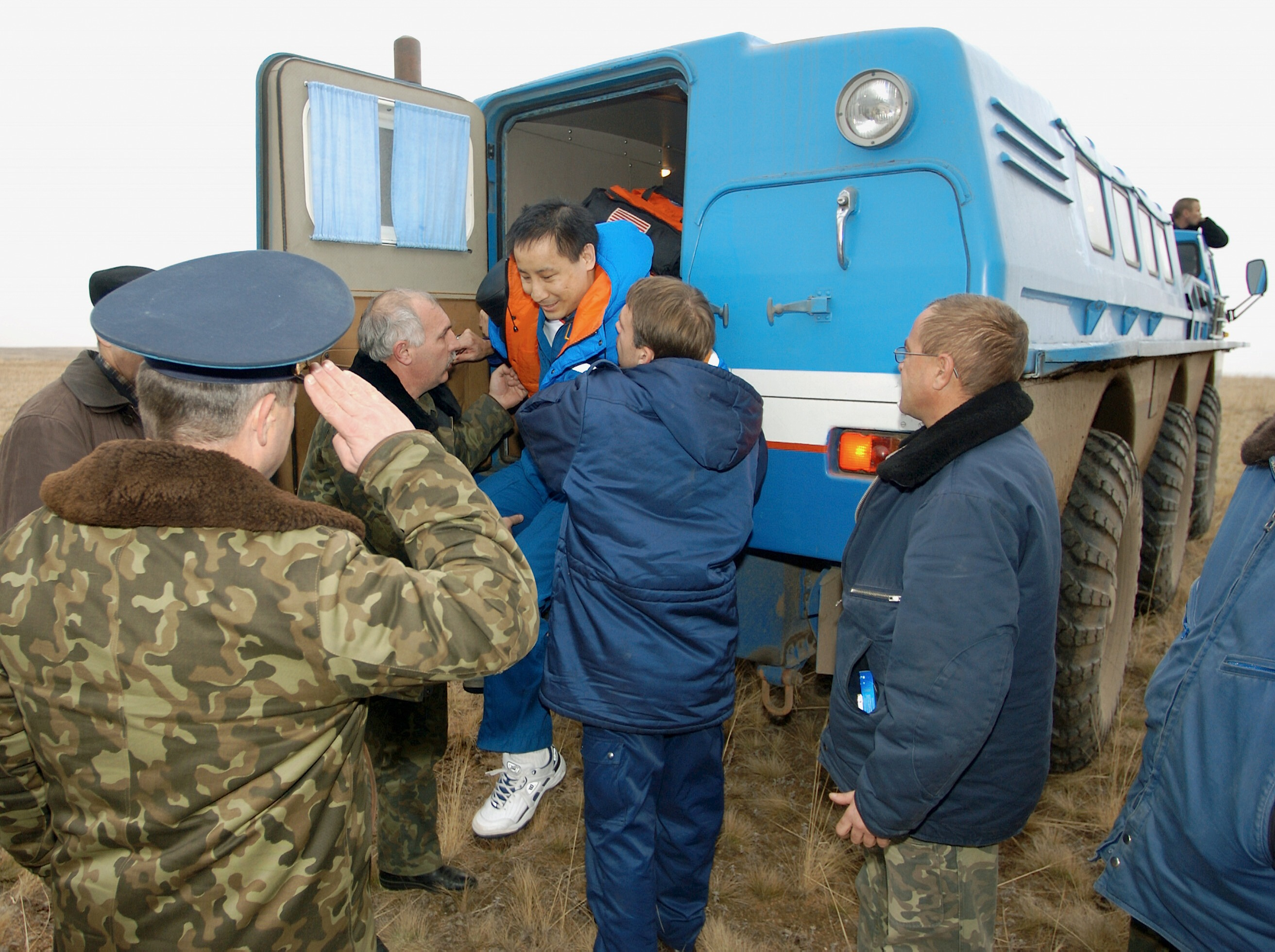
ادوارد لو در حال انتقال به هلیکوپتر بعد از فرود